# Basch Lóránt
Basch Lóránt, névváltozata: Basch Loránd (Budapest, 1885. március 27. – Budapest, 1966. március 30.) ügyvéd, irodalomtörténész, író. Basch Edit (1895–1980) festőművésznő bátyja.

## Élete
Basch Gyula (1851–1914) ügyvéd, a Pesti Izraelita Hitközség fiúárvaházának elnöke, a fővárosi törvényhatóság tagja és Fischl Alice (1858–1918) gyermekeként született. A Budapesti Tudományegyetemen jog- és államtudományból doktori oklevelet szerzett, majd Budapesten tett ügyvédi vizsgát. Baumgarten Ferenc Ferdinánd esztéta, műkritikus iskolatársa és barátja volt. Jelentős szerepe volt a Baumgarten Alapítvány létrejöttében, amelynek jogi kurátori tisztségét is betöltötte az alapítvány megszűnéséig. Utoljára 1949-ben adta át utoljára az irodalmi díjakat, Schöpflin Aladárral. Irodalmi munkássága főleg Babits Mihálynak, a Baumgarten Alapítvány irodalmi kurátorának életművével kapcsolatos. Végrendeletében a Petőfi Irodalmi Múzeumra hagyta Városmajor utcai lakását – ahol 1977-től az 1990-es évek közepéig a Nyugat Emlékmúzeum működött – és gazdag műgyűjteményét.

## Művei
- Két literátor (Babits Mihály és Osvát Ernő, Irodalomtörténet, 1958)
- Babits Mihály összegyűjtött versei. I–VIII. Szerk. Illyés Gyulával, Keresztury Dezsővel. Sajtó alá rendezte: Rozgonyi Iván. (Budapest, 1958–1964)
- Egy literáris per története (Babits Mihályról és József Attiláról, Irodalomtörténet, 1959. 3. és 4. szám)
- Indulás az öregkorba (Babits utolsó éveiről, Jelenkor, 1960)
- Emlékezés Babits Mihályra (Jelenkor, 1961. 3. szám)
- A halál pitvarában (Jelenkor, 1961)
- Adalék az Ady – Babits kérdéshez. (Studia Litteraria, 1964)
- Mester és tanítvány (Babits Mihályról és Szabó Lőrincről, Kortárs, 1966. 2. szám)